# Sahm (Fläche)
Sahm war ein ägyptisches Flächenmaß. Das Maß war über die Zeit Änderungen unterworfen, die dem Längenmaß Qașaba (Rute mit 6 Hāšimī-Ellen) zuzurechnen sind. 
- 1 Sahm = 1/24 Qīrāṭ = 7,293 Quadratmeter
  - 1 Qīrāṭ = 1/24 Faddān = 175,035 Quadratmeter

Nebenbetrachtung: Im Mittelalter hatte aus diesem Längenmaß Qașaba ein Faddān 6368 Quadratmeter, vor 1830 etwa 5306 ⅔ Quadratmeter und nach diesem Zeitpunkt 4200,833 Quadratmeter.